# Otfried Nippold
Otfried Nippold (* 21. Mai 1864 in Wiesbaden; † 27. Juli 1938 in Bern) war ein deutsch-schweizerischer Jurist und Friedenskämpfer.

## Leben
Otfried Nippold war ein Sohn des Jenaer Professors Friedrich Nippold. Er besuchte die Gymnasien Burgdorf und Bern und studierte an den Universitäten Bern, Halle, Tübingen und Jena Jurisprudenz, an letzterer erwarb er 1886 den Doktorgrad. Während seines Studiums wurde er 1882 Mitglied der Burschenschaft Alemannia Halle.
Er wurde Richter in Sachsen-Weimar. 1889 wurde er für drei Jahre zu einer Lehrtätigkeit an der Rechtsschule des Vereins für deutsche Wissenschaften nach Tokio eingeladen. 1896 heiratete er Pauline Bösinger.
Anschließend ließ er sich als Rechtsanwalt in Thun und Bern nieder und erwarb 1905 die Schweizer Staatsangehörigkeit. Im gleichen Jahr habilitierte er sich an der Universität Bern im Fach Völkerrecht. Nach einem Intermezzo in Frankfurt am Main kehrte er bei Kriegsausbruch in die Schweiz zurück. 1921 wurde er Präsident des Obersten Gerichtshofs des Saarlandes in Saarlouis. 1934 kehrte er wiederum in die Schweiz zurück. Bereits 1927 wurde er Professor an der Universität Bern.
Nippolds Nachlass befindet sich in der Burgerbibliothek Bern.

## Werke
- Wanderungen durch Japan. Briefe und Tagebuchblätter. Mauke, Jena 1893
- Die Entwicklung Japans in den letzten fünfzig Jahren. Wys, Bern 1904
- Ein Blick in das europafreie Japan. Huber, Frauenfeld 1905
- Die zweite Haager Friedenskonferenz. Duncker & Humblot, Leipzig 1908
- Der deutsche Chauvinismus. Kohlhammer, Stuttgart 1913
- Der völkerrechtliche Vertrag. Seine Stellung im Rechtssystem und seine Bedeutung für das internationale Recht. K. J. Wyss, Bern 1894